# Franklin Punga
Franklin Punga (* 29. September 1879 in Alsmannsdorf; † 15. Mai 1962 in Darmstadt) war ein deutscher Elektrotechniker.

## Leben
Erwin Albin Franklin Punga wurde 1879 in Alsmannsdorf in Thüringen geboren. Von 1898 bis 1900 studierte er an der TH Hannover. Anschließend studierte er ein Semester Elektrotechnik an der TH Darmstadt und wechselte dann an die Technische Hochschule in Dresden. Nach dem Studienabschluss wechselte er 1901 als Berechner und Chefelektriker in die Industrie. 1920 folgte er an der Technischen Hochschule Darmstadt Ludwig Binder auf dem Lehrstuhl für Elektrische Maschinen. Er wurde  Direktor des Instituts für Elektromaschinenbau. Ludwig Binder verließ die TH Darmstadt bereits nach drei Semestern wieder und war an die TH Dresden gewechselt.
Punga war mehrmals Dekan der Abteilung Elektrotechnik: 1925–25, 1929–30 und 1935–37. Am 4. Oktober 1941 erhielt Punga ein Patent für Elektrischer Antrieb für Lokomotiven (DRP Nr. 740 027). Punga beantragte am 4. März 1940 die Aufnahme in die NSDAP und wurde zum 1. April 1941 aufgenommen (Mitgliedsnummer 8.400.069), er schloss sich auch dem NSDB an. Im Entnazifizierungsverfahren wurde er als Mitläufer eingestuft. Seine Berufung änderte nichts an dieser Einstufung.
Zum 31. März 1949 setzte sich Punga zur Ruhe. Er war seit 1920 mit Margarete Martha Koch verheiratet.

## Stiftung
Nach dem Tod von Franklin Punga und Martha de Beauclair, der Ehefrau von Wilfried de Beauclair, wurde aus dem Nachlass die Punga und Martha de Beauclair-Stiftung gegründet. Die Stiftung unterstützt insbesondere erkrankte und bedürftige Studierende. Die Stiftung ist der Vereinigung von Freunden der Technischen Universität zu Darmstadt angegliedert.

## Ehrungen
- 1948: Dr.-Ing. ehrenhalber von der TH Stuttgart.

## Schriften
- Henry M. Hobart, deutsche Bearb. Übersetzung von Franklin Punga: Motoren für Gleich- und Drehstrom. J. Springer, Berlin 1905
- Vorlesung über Elektromaschinenbau. Demmig, Darmstadt 1948
- mit Otto Raydt: Drehstrommotoren mit Doppelkäfiganker und verwandte Konstruktionen. Springer, Berlin 1931
- Jurist oder Ingenieur? Eine Kritik der Handhabung der Patentgesetze durch die ordentlichen Gerichte. Bensheimer, Mannheim 1933
- Modern polyphase induction Motors. Particularly those with various types of single and double squirrel-cage rotors.  Pitman, London 1933